# Parley for the Oceans
Parley for the Oceans es una organización ambiental sin fines de lucro que se enfoca en la protección de los océanos. Fue fundada en Nueva York en 2012 por Cyrill Gutsch.

## Antecedentes
Antes de fundar Parley for the Oceans, Cyrill Gutsch trabajó como diseñador para empresas como Lufthansa, BMW y Adidas. Una reunión con Paul Watson lo impulsó a iniciar Parley en 2012.

## Asociaciones
En 2015, Parley for the Oceans inició una asociación con Adidas. Posteriormente, las dos organizaciones colaboraron para producir productos hechos de plástico reciclado. En diciembre de 2020, Vogue informó que habían fabricado "decenas de millones de zapatillas hechas de Parley Ocean Plastic".
Parley también se ha asociado con G-Star Raw, la revista Porter, Stella McCartney y otros.
En junio de 2020, Parley anunció una asociación de $50 millones con el Programa Ambiental Cooperativo del Sur de Asia y el Banco Mundial para limpiar la contaminación plástica en cuerpos de agua en el Sur de Asia. La asociación también involucró a ocho países, incluidos Bangladés, India y las Maldivas.

## Estrategia "AIR"

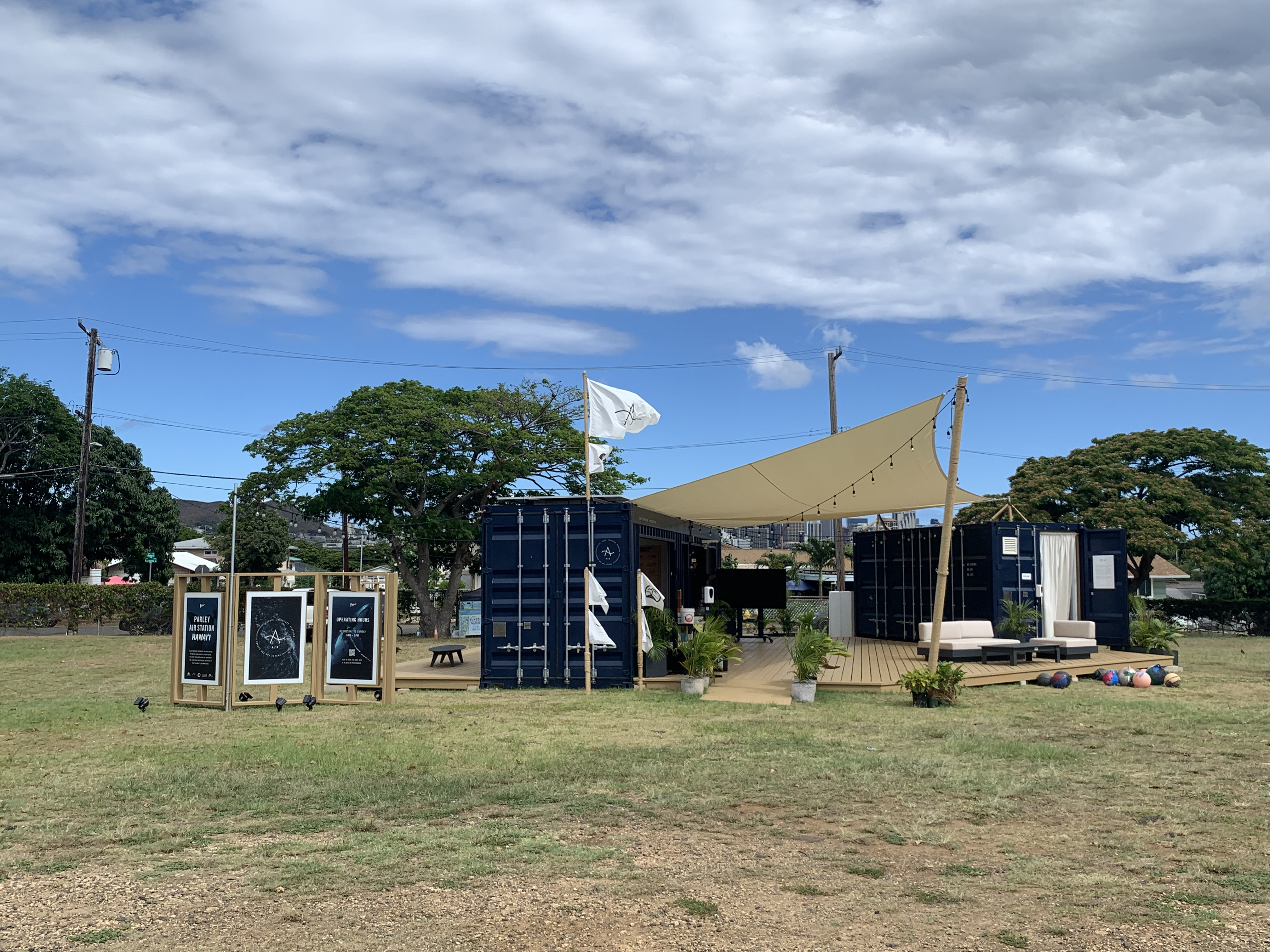
Una estación AIR de Parley for the Oceans en el Museo Bishop en Honolulu, Hawái

La estrategia "AIR" de Parley for the Oceans exige abandonar, interceptar y rediseñar las fuentes de contaminación plástica.
El compromiso AIR llevó a Adidas a terminar con el uso de plástico desechable en sus oficinas y a la revista Porter a comprometerse con suscripciones sin plástico para 2019.

## Recepción
En 2018, Parley for the Oceans recibió el Premio Especial de Reconocimiento a la Innovación en The Fashion Awards.